# Enki Bilal

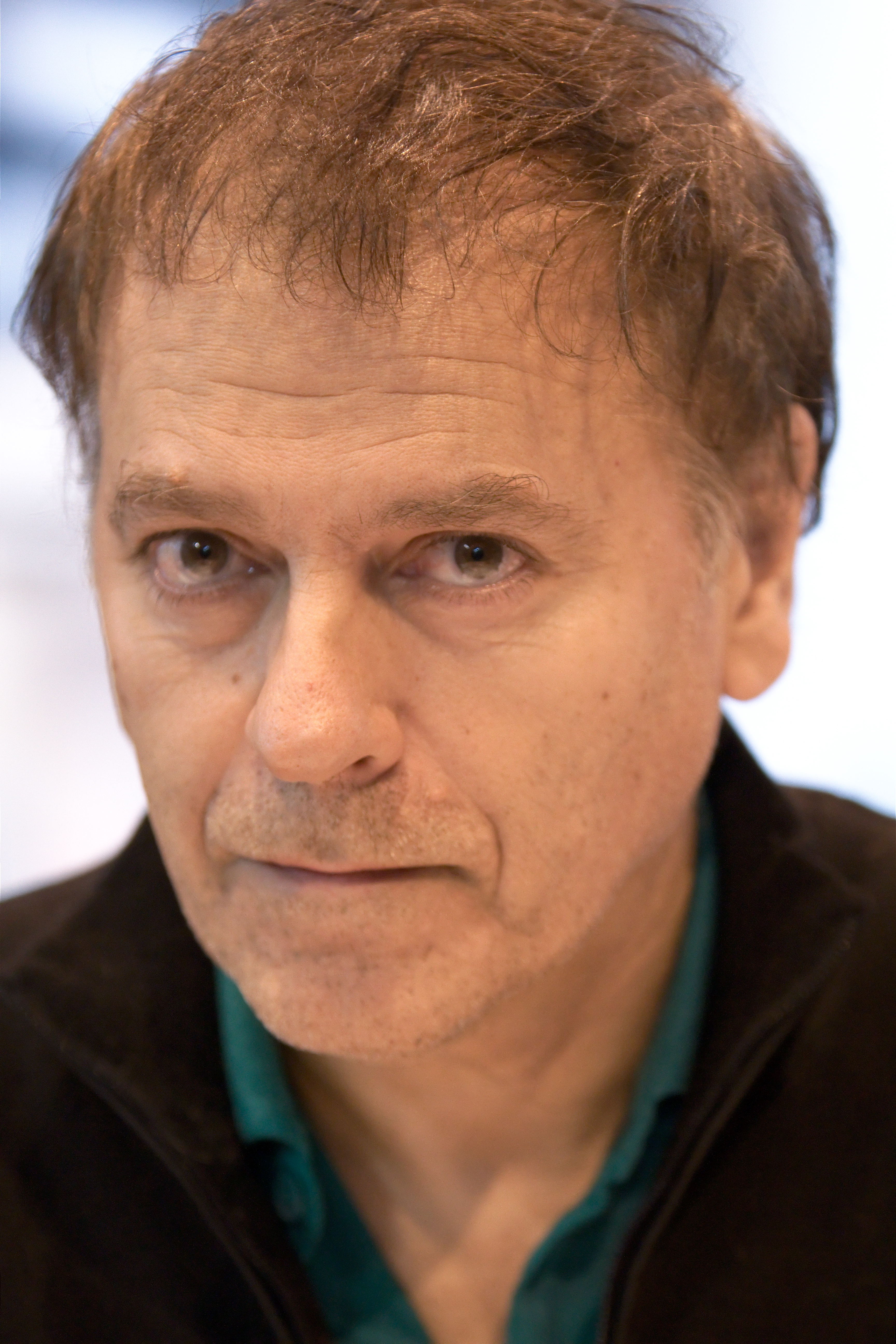
Enki Bilal (2010)

Enki Bilal (* 7. Oktober 1951 in Belgrad, Sozialistische Föderative Republik Jugoslawien als Enes Bilanović) ist ein Comiczeichner, Illustrator und Filmregisseur. Er lebt seit 1961 in Paris und studierte nach der Schule Kunst und Literatur.
Er wurde durch Veröffentlichungen in den Comic-Magazinen Pilote (dt. Pilot) und Métal hurlant (dt. Schwermetall) als Comiczeichner und -texter berühmt. Die Themen seiner Comics reichen von Science-Fiction-Geschichten wie Exterminator 17 über komplexe Politthriller (ein Genre, das er zusammen mit dem Texter Pierre Christin und Jacques Tardi praktisch erfand) über den spanischen Bürgerkrieg bis zur politischen und sozialkritischen SF-Trilogie Alexander Nikopol. Nach den Frühwerken fertigt Bilal seine Zeichnungen ausschließlich als Direktkolorierung an.
1987 gewann er den Grand Prix de la Ville d’Angoulême am Festival International de la Bande Dessinée d’Angoulême. 1998 bekam er den Prix international de la Ville de Genève pour la bande dessinée für sein Buch Le Sommeil du monstre.

## Leben
Bilal wird 1951 als Sohn eines bosniakischen Vaters und einer slowakischen Mutter in Belgrad geboren. 1960 geht er – wie bereits sein Vater – nach Paris. Er beginnt zu zeichnen, seit 1971 zunächst Politiker-Karikaturen für Pilote (z. B. Valéry Giscard d’Estaing).
1972, nach einem kurzen Ausflug auf die Ecole des Beaux-Arts, veröffentlicht Enki Bilal bei Pilote sein erstes Album, L'appel des étoiles (dt. Ruf der Sterne). Hier lernt er auch Pierre Christin kennen, mit dem er lange und fruchtbar zusammenarbeitet, z. B. bei La croisière des oubliés (dt. Die Kreuzfahrt der Vergessenen, 1975); Le vaisseau de pierre (dt. Das steinerne Schiff, 1976); La ville qui n’existait pas (dt. Die Stadt, die es nicht gab, 1977).
1979 folgt mit dem Album Les Phalanges de l'Ordre Noir (dt. Der Schlaf der Vernunft, 1979) der Durchbruch. Es gewinnt 1980 den Prix RTL für Erwachsenen-Comics und wird vom Lesemagazin Lire zum elftbesten Buch(!) des Jahres gekürt. Zeitgleich weitere Alben mit Christin bei Dargaud und Autrement (z. B. Los Angeles – l’étoile oubliée de Laurie Bloom (dt. Los Angeles: der vergessene Stern der Laurie Bloom) und Coeurs Sanglants). Sein bestes Album und Beginn einer neuen zeichnerischen Phase ist der erste Band der Nikopol-Trilogie, der 1980 erscheint (La foire aux immortels, dt. Die Geschäfte der Unsterblichen).
1982 folgen Crux universalis und das Portfolio Die Mauer. Bilal betätigt sich als Kulissen- und Kostümgestalter. Er zeichnet auf Glas einen Teil des Dekors von La vie est un roman (Das Leben ist ein Roman), einem Film von Alain Resnais. Zwei Jahre früher hatte er das Plakat für einen anderen Film Resnais’ gezeichnet, Mon oncle d’Amérique („Mein Onkel aus Amerika“).
1983 erscheint – wieder zusammen mit Pierre Christin – Partie de Chasse (1980. dt. Treibjagd), ein sowjetischer Politthriller. Paris-Match, Télérama, Le Point, l'Express, Le Figaro, Le Matin und Le Monde feiern es mit fulminanten Kritiken. 1986 kommt der zweite Band der Nikopol-Trilogie (La Femme piège, dt. Die Frau in der Zukunft), und Bilal befreundet sich mit Patrick Cauvin, mit dem er Hors jeu (Abseits), eine „Zukunftsvision“ des Fußballs verfasst.
Im Januar 1987 folgt die erste große Ehrung: Bilal wird der 14. Président du Salon International de la Bande Dessinée in Angoulême und gewinnt den ersten Preis. 1989 beendet Enki Bilal seinen ersten Film, Bunker Palace Hotel, zusammen mit Jean-Louis Trintignant und Carole Bouquet. Les Humanoïdes Associés geben das Album Exterminateur 17 heraus, eine Geschichte, die zuerst 1978 in Métal Hurlant erschien, mit dem Scénario von Jean-Pierre Dionnet. Es folgen weitere Neuauflagen bei Humano (Mémoires d'outre-espace, La croisière des oubliés, Le vaisseau de pierre, La ville qui n'existait pas, Les Phalanges de l'Ordre Noir, Partie de Chasse, La foire aux immortels, La Femme piège, Coeurs Sanglants) und weitere Kostümentwürfe für große Veranstaltungen (Festival d'Avignon) und das Ballett sowie eine große Werkschau im November 1991 in der Grande Halle de la Villette und die Ausstellung Transit in der Grande Arche de la Défense in Paris. September 1993 erscheint der dritte Band der Nikopol-Trilogie (Froid équateur, dt. Äquatorkälte), das wiederum in Lire zum besten Buch des Jahres gewählt wird – eine Premiere für einen Comic. Es folgen Ausstellungen, Neuauflagen.
Februar 1997 kommt Bilals zweiter Film in die Kinos: Tykho moon, wieder mit Jean-Louis Trintignant, begleitet von Julie Delpy, Joseph Leysen, Michel Piccoli und Richard Bohringer. 1998 erscheint der erste Teil einer zweiten Trilogie (Le Sommeil du Monstre). Es folgen weitere Neuauflagen und Ausstellungen (Exposition Magma, Museo Diego Aragon Pignatelli in Neapel, Exposition Le Sarcophage).
2001 beschäftigt er sich – nach längerer Zeit wieder gemeinsam mit Pierre Christin – in dem Album Le sarcophage (Paris, Bibliothèque Historique) mit dem Tschernobyl-Gau. 2003 erscheint der zweite Band der Monster-Trilogie (Trente-deux Décembre, dt. 32. Dezember), 2006 der dritte Band (Rendez-vous à Paris, dt. Rendez-vous in Paris), in dem ein vierter Band der „Trilogie“ angekündigt wird. Dieser erschien 2007 (Quatre ?, dt. Vier ?).
2019 wurde er in die Wettbewerbsjury des 72. Filmfestivals von Cannes berufen.

## Werke
- Légendes d'aujourd'hui („Legenden der Gegenwart“; Text: Pierre Christin)
  - La croisière des oubliés (dt. Die Kreuzfahrt der Vergessenen), 1975
  - Le Vaisseau de pierre (dt. Das steinerne Schiff), 1976
  - La Ville qui n'existait pas (dt. Die Stadt, die es nicht gab), 1977
  - Les Phalanges de l'Ordre Noir (dt. Der Schlaf der Vernunft), 1979
  - Partie de chasse (dt. Treibjagd), 1983
  - Cœurs sanglants (dt. Vergessene Augenblicke), 1988
- Trilogie Nikopol („Alexander-Nikopol-Trilogie“)
  - La foire aux immortels (dt. Die Geschäfte der Unsterblichen), 1981
  - La femme piège (dt. Die Frau in der Zukunft), 1986
  - Froid equateur (dt. Äquatorkälte), 1992
- Tétralogie du Monstre („Monster-Tetralogie“)
  - Le sommeil du monstre (dt. Der Schlaf des Monsters), 1998
  - 32 décembre (dt. 32. Dezember), 2003
  - Rendez-vous à Paris (dt. Rendezvous in Paris), 2006
  - Quatre ? (dt. Vier ?), 2007
- Trilogie du Coup de sang („Wutanfall-Trilogie“)
  - Animal'z, 2010
  - Julia & Roem, 2011
  - La Couleur de l'air (dt. Die Farbe der Luft), 2015
- Bug (seit 2018)
  - Buch 1 (2018)
  - Buch 2 (2019)
  - Buch 3 (2022)
- Außerdem in deutschen Verlagen erschienen:
  - 1985 Los Angeles: der vergessene Stern der Laurie Bloom (mit Pierre Christin)
  - 1987 Crux Universalis
  - 1990 Exterminator 17
  - 1992 Abseits (mit Patrick Cauvin)
  - 1992 Erinnerungen aus dem All
  - 1995 Blaues Blut
  - 1998 Erinnerungen aus einer anderen Zeit
  - 2001 Der Sarcophag

## Filme
- Bunker Palace Hôtel (1989)
- Tykho Moon (1996)
- Immortal – New York 2095: Die Rückkehr der Götter (2004) (alternativ: Immortal (Ad Vitam))

## Computerspiele
- Nikopol: Die Rückkehr des Unsterblichen (2008)

## Ausstellung
- 2013: Enki Bilal - Les fantômes du Louvre. Louvre, Paris. Begleitbuch.[1]